# Кеслеров синдром
Кеслеров синдром или Кеслеров ефекат, предложен од стране научника агенције НАСА Доналда Кеслера 1978. године, је сценарио у којем је густина објеката у ниској Земљиној орбити довољно велика да би судар између два објекта могао да покрене каскадни ефекат – сваки судар би производио велики број свемирског отпада што би опет увећало шансе да се догоди нови судар, и тако редом. Када би до овога дошло, цела орбита би постала недоступна, не само за путовање људи у свемир већ и за рад вештачких сателита, током више генерација.

## Настајање и утицај свемирског отпада
При лансирању сваког сателита, свемирске сонде или капсуле са људском посадом постоји могућност да се створе орбиталне крхотине (свемирски отпад). Могућност да дође до каскадног Кеслеровог синдрома све је већа јер се сваке године лансирају нови сателити, док стари сателити остају ван функције али се и даље налазе у орбити, тако да се кумулативан број објеката у околини Земље сваке године увећава. По подацима из 2014. године, у орбити око Земље налази се око 2.000 комерцијалних и сателита које контролишу државне агенције. Процењује се да поред тога постоји преко 300.000 комада свемирског отпада величине између 1 cm и 25 cm, и у просеку се годишње један сателит онеспособи због овог отпада.
Орбита која се најчешће користи и при летовима са људском посадом као и за неке научне сонде је ниска Земљина орбита, која обухвата довољно ниску орбиталну висину на којој и даље постоји мали утицај отпора честица ваздуха који помаже да ова орбита буде чиста од свемирског отпада. Судари који се догоде у овој орбити такође нису велика опасност јер крхотине обично одлете у правцу Земље и сагоре у атмосфери.
Опадање орбиталне висине далеко је спорији процес у вишим орбитама где је утицај отпора ретких честица ваздуха занемарљив. Минималан отпор ових честица, у комбинацији са лунарним пертурбацијама и утицајем сунчевог ветра могу временом довести до тога да сателит „сиђе“ до ниже орбите и на крају сагори у атмосфери, али овај процес може трајати миленијумима за више орбите (попут ГТО и ГЕО).

## Последице
Кеслеров ефекат је посебно опасан због „домино ефекта“ и „позитивне повратне спреге“, јер се при сударима објеката довољно велике масе при великим брзинама стварају крхотине које се крећу у свим правцима. Ове крхотине затим могу да погоде неки други објекат у орбити и тако се ствара још више крхотина. Уколико би дошло до великог судара или експлозије, као на пример између свемирске станице и неког сателита који је ван функције, или уколико се ракетом са Земље уништава сателит, онда би дошло до каскадног гомилања крхотина у тој мери да ниска Земљина орбита не би могла да се прође а да не дође до судара са неким фрагментом овог свемирског отпада.

## Избегавање и смањивање отпада
Од инжењера који раде на развоју нових ракета-носача или комуникационих сателита се тражи да докажу да се та ракета или сателит могу безбедно уклонити из орбите након завршене мисије, на пример контролисаним повратком у атмосферу или слањем објекта у орбиту отпада.
Једна од технологија која је предложена за уклањање свемирског отпада величине између 1 cm и 10 cm је ласерска метла, која представља веома моћан ласер стациониран негде на Земљи, снаге више MW, којим би ове крхотине могле да се наведу на повратак у атмосферу. Страна крхотине коју погађа ласерски зрак би почела да испарава и тиме би се створио мали потисак који би временом променио ексцентрицитет орбите објекта који би касније без последица сагорео у атмосфери.

## Потенцијални окидач
Сателит Енвисат (енгл. Envisat) је вештачки сателит велике масе који је ван функције од 2012. године. Његова маса износи 8.211 kg и он плута на орбиталној висини од 785 km, односно на висини на којој је опасност од удара свемирског отпада највећа. У току једне године најмање два објекта која се прате прођу на мање од 200 метара од овог сателита, и процењује се да ће се овакви сусрети дешавати још чешће у будућности. Сателит ће остати у орбити још најмање 150 година, и могао би врло лако да постане извор великог броја крхотина услед судара са неким комадом свемирског отпада, па чак и оним најмањим.

## Драматизација и представљање у фикцији
У научнофантастичном филму из 2012. године Свемирски милкшејк посада свемирске станице има задатак да очисти орбиту од свемирског отпада како би спречила каскадни ефекат.
У филму Гравитација из 2013. године сценарио Кеслеровог синдрома се обистињује и покреће радњу филма.